# 叠溪海子
叠溪海子位于中国四川省茂县叠溪镇东南五里处。

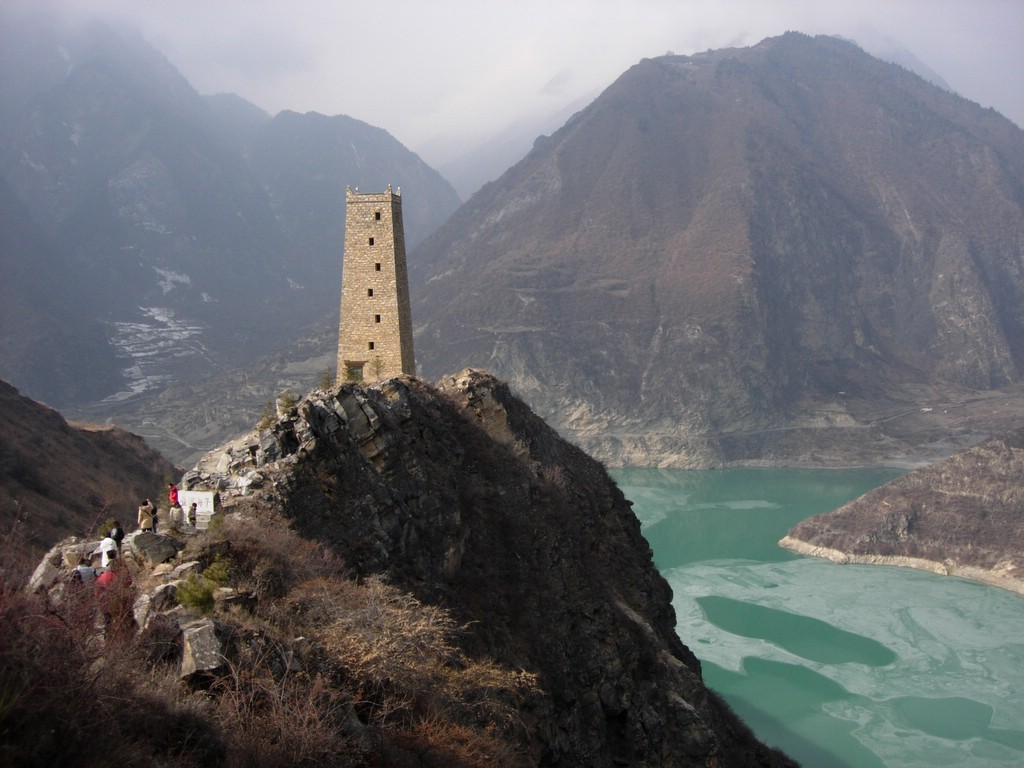
叠海碉楼

叠溪海子是1933年（民国22年）8月25日茂縣大地震造成的。当时发生7.5级强烈陷落地震，地震引起山体滑坡，山崩地裂，台地下沉，叠溪古城亦因此而遭受毁灭，城中军民三千余人全部遇难。地震后下沉处，岷江倒灌，淹没古城，形成三个碧绿的海子，这便是叠溪大小海子。叠溪海分上、中、下三个海子。
叠溪海子下淹没的叠溪古城已成为世界上唯一保留完好的地震毁灭的古城遗址，是国际地震界研究地震的重要现场。
2017年6月24日6时左右，四川茂县叠溪镇新磨村突发山体高位垮塌，40余户100余人被掩埋。